# Une prière avant l'aube
Pour plus de détails, voir Fiche technique et Distribution.
Une prière avant l'aube (A Prayer Before Dawn) est un film franco-britannique réalisé par Jean-Stéphane Sauvaire et sorti en 2017.
Il est présenté en séance de minuit au festival de Cannes 2017.
Le film retrace une histoire vraie, un épisode de la vie du jeune boxeur anglais Billy Moore incarcéré en Thaïlande pour détention de drogue.

## Synopsis
Billy Moore est un jeune britannique qui a fui sa famille. Il essaye de s'adapter à la vie en Thaïlande. Il s'entraîne à la boxe thaïe (Muay-thaï) et fait des combats pour gagner des primes. Mais il est impulsif et violent, ce qui s'aggrave encore par la consommation de yaba, une méthamphétamine locale très répandue. La police le surveille et il finit par être arrêté pour usage de drogue et se retrouve en prison avec la pègre et les gangs thaïs.
Dans un climat de violence quotidienne, ne parlant pas la langue, il arrive à survivre, sans aide extérieure car personne ne sait qu'il est incarcéré. Les prisons formant des équipes de Muay-thaï en vue de championnat interne, il arrive, à force de volonté et de travail, à se faire engager dans le groupe des boxeurs, mais il est atteint d'une hernie interne qui peut à tout moment l'emporter. Il finit par remporter son combat et rencontre finalement son père qui est venu s'occuper de lui.

## Fiche technique
- Titre original: A Prayer Before Dawn
- Titre français : Une prière avant l'aube
- Réalisation : Jean-Stéphane Sauvaire
- Scénario : Jonathan Hirschbein et Nick Saltrese, d'après le récit de Billy Moore A Prayer Before Dawn: A Nightmare in Thailand publié en 2014, éditions Maverick House.
- Musique : Nicolas Becker[2]
- Sociétés de production : Senorita Films, Indochina Productions, HanWay Films, Canal+, Ciné+, Meridian Entertainment, Symbolic Exchange, Hurricane Films
- Société de distribution : Wild Bunch Distribution (France)
- Pays de production :  France,  Royaume-Uni
- Langues originales : anglais, thaï
- Format : couleur — numérique — 2,35:1 — son Dolby Digital — filmé avec une caméra ARRI ALEXA Mini
- Genre : drame biographique
- Durée : 117 minutes
- Dates de sortie : 
  - France : 19 mai 2017 (festival de Cannes - séance de minuit)
  - Belgique : 14 octobre (festival de Gand)
  - France : 20 juin 2018
  - Royaume-Uni : 20 juin 2018
- Classification :
  - États-Unis : R
  - France : interdit aux moins de 16 ans

## Distribution
- Joe Cole : Billy Moore
- Vithaya Pansringarm : l'officier Preecha
- Nicolas Shake : docteur
- Panya Yimmumphai : Keng
- Pornchanok Mabklang : Fame
- Billy Moore : le père de Billy Moore
- Komsan Polsan : Patumsuk
- Chaloemporn Sawatsuk : M
- Sakda Niamhom : Saiyok
- Sura Sirmalai : Chanachol
- Somluck Kamsing : Suthin

## Sortie

### Accueil critique
Le film est accueilli favorablement par la critique et les spectateurs. 
En France, le site Allociné recense une moyenne des critiques presse de 3,5/5, et des critiques spectateurs à 3,7/5.

## Distinctions

### Sélections
- Festival de Cannes 2017 : en Séances de minuit.
- Festival européen du film fantastique de Strasbourg : en Compétition Crossovers.
- Festival du film britannique de Dinard 2017 : en compétition en sélection officielle.
- L'Étrange Festival 2017 : en section Mondovision.
- Festival international du film policier de Liège : en section Les avant-premières.
- Festival international du film policier de Beaune 2018 : sélection en compétition sang neuf.